# الألف والياء
الألف والياء مصطلح ورد في سفر الرؤيا من العهد الجديد كناية عن الله. «ثُمَّ قَالَ لِي: «قَدْ تَمَّ! أَنَا هُوَ الأَلِفُ وَالْيَاءُ، الْبِدَايَةُ وَالنِّهَايَةُ. أَنَا أُعْطِي الْعَطْشَانَ مِنْ يَنْبُوعِ مَاءِ الْحَيَاةِ مَجَّانًا.» (رؤ 21: 6)

## معرض صور

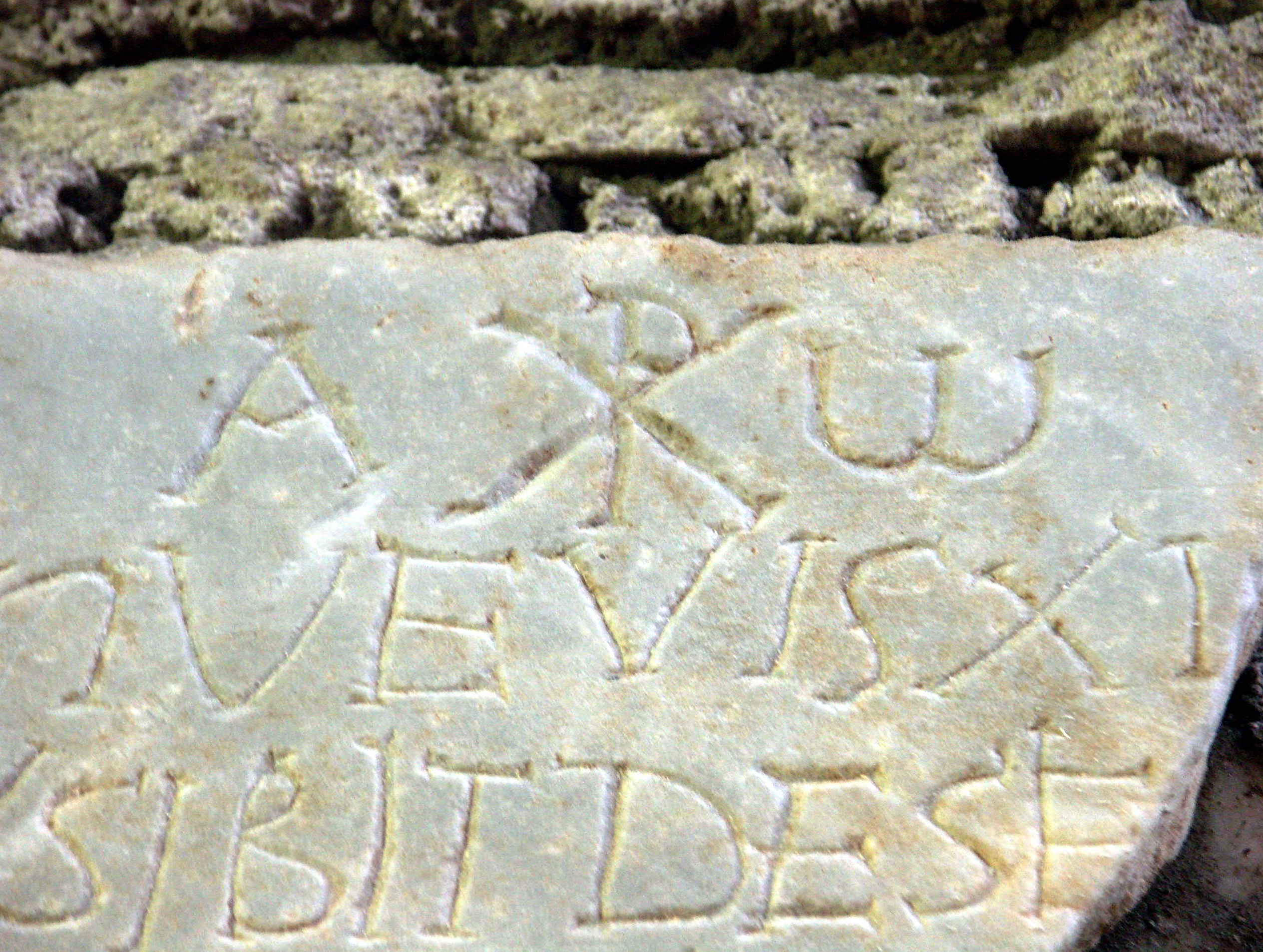
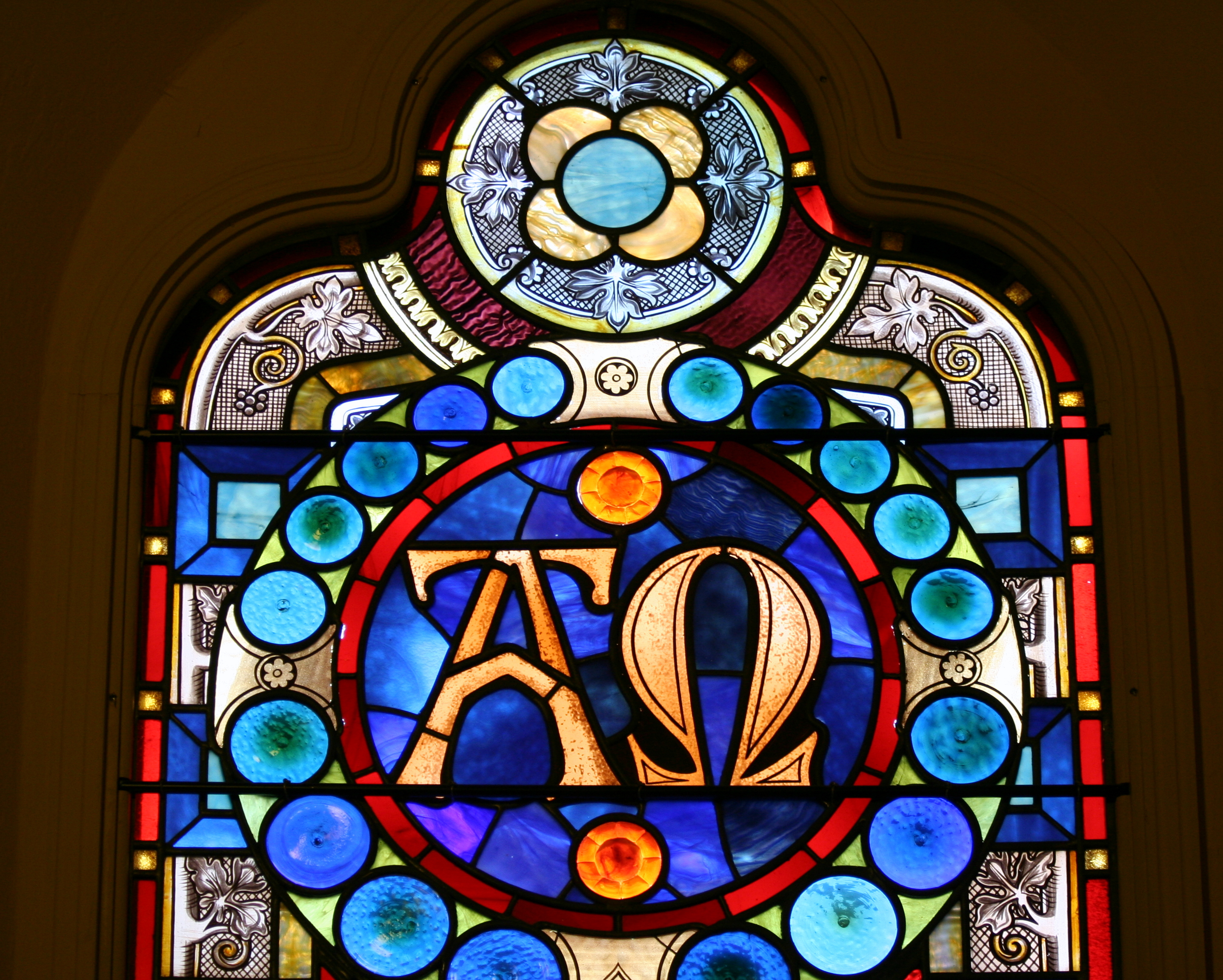
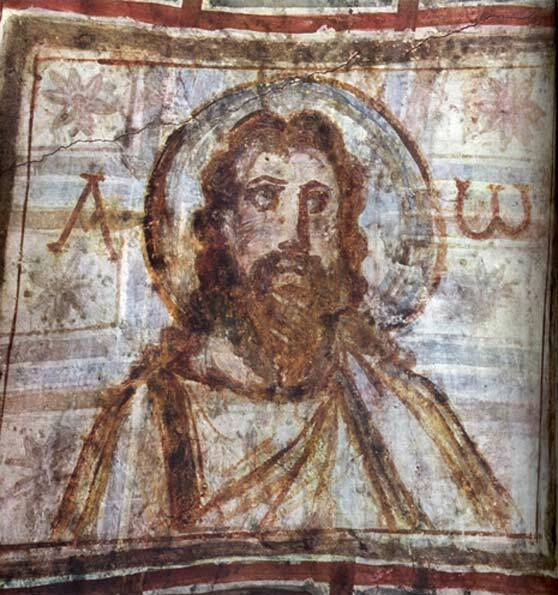